# Chiusanophlebia asahinae
Chiusanophlebia asahinae is een haft uit de familie Leptophlebiidae. De wetenschappelijke naam van de soort is voor het eerst geldig gepubliceerd in 1969 door Uéno.